# Boris Hüttenbrenner
Boris Hüttenbrenner (Leoben, 23 settembre 1985) è un ex calciatore austriaco, di ruolo centrocampista.